# Nidalia grayi
Nidalia grayi är en korallart som beskrevs av Thomson och Dean 1931. Nidalia grayi ingår i släktet Nidalia och familjen Nidaliidae. Inga underarter finns listade i Catalogue of Life.